# Bathyarca
Bathyarca is een geslacht van tweekleppigen uit de familie van de Arcidae (arkschelpen).

## Soorten
- Bathyarca adelaideana (Iredale, 1929)
- Bathyarca anaclima (Melvill & Standen, 1907)
- Bathyarca anomala Verrill & Bush, 1898
- Bathyarca bellatula Marwick, 1942 †
- Bathyarca coccus (Thiele & Jaeckel, 1931)
- Bathyarca corpulenta (E. A. Smith, 1885)
- Bathyarca crenulifera (Marwick, 1931) †
- Bathyarca cuculliformis (Thiele & Jaeckel, 1931)
- Bathyarca cybaea Hedley, 1906
- Bathyarca frielei (Friele, 1877)
- Bathyarca glacialis (Gray, 1824)
- Bathyarca glomerula (Dall, 1881)
- Bathyarca imitata (E. A. Smith, 1885)
- Bathyarca inaequisculpta (E. A. Smith, 1885)
- Bathyarca japonica Habe, 1977
- Bathyarca kyurokusimana (Nomura & Hatai, 1940)
- Bathyarca nipponica Okutani, 1962
- Bathyarca nucleator (Dall, 1908)
- Bathyarca orbiculata (Dall, 1881)
- Bathyarca orientalis (Thiele & Jaeckel, 1931)
- Bathyarca pectinata (Marwick, 1931) †
- Bathyarca pectunculoides (Scacchi, 1835)
- Bathyarca perversidens Hedley, 1902
- Bathyarca philippiana (Nyst, 1848)
- Bathyarca pisum Dall, Bartsch & Rehder, 1938
- Bathyarca polycyma (Dall, 1881)
- Bathyarca raridentata (S. V. Wood, 1840) †
- Bathyarca sibogai (Prashad, 1932)
- Bathyarca sinuata Pelseneer, 1903
- Bathyarca strebeli (Melvill & Standen, 1907)